# Terastiomyia distorta
Terastiomyia distorta är en tvåvingeart som först beskrevs av Walker 1858.  Terastiomyia distorta ingår i släktet Terastiomyia och familjen borrflugor. Inga underarter finns listade i Catalogue of Life.